# نورون چندقطبی
نورون‌های چندقطبی (به انگلیسی: Multipolar neurons) تعدادی نوریت دارند که از جسم سلولی آغاز می‌شوند. به جز یک استطالۀ بلند (آکسون) مابقی نوریت‌ها را دندریت می‌نامند. اکثر نورون‌های مغز و نخاع از این نوع هستند.